# Brigades de canots de la Compagnie de la Baie d'Hudson

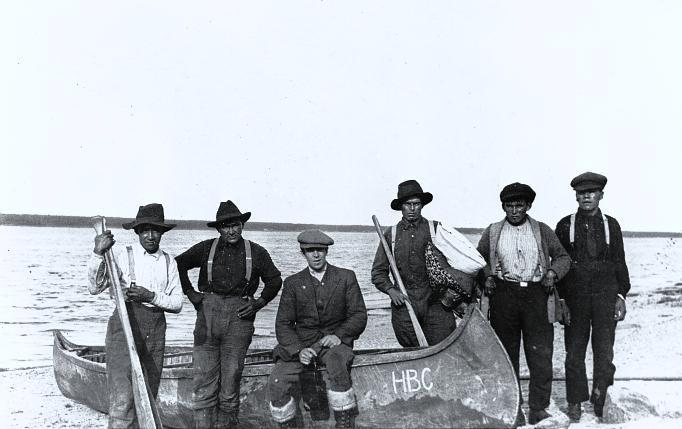
Groupe avec un canot de la Compagnie de la Baie d'Hudson à Waskaganish, en 1921.

Les Brigades de canots de la Compagnie de la Baie d’Hudson étaient des convois de transport de fourrures et de marchandises. Mit sur pied par la Compagnie de la Baie d’Hudson, ce système exécuté par les membres des Premières Nations, permettait des liaisons annuelles entre les postes de traite de l’intérieur du territoire et les centres d'expédition des fourrures. Ce système de convoi de canots a été exploité du début du XIXe siècle jusqu’aux années 1940.

## Québec

### Brigade de la rivière Rupert

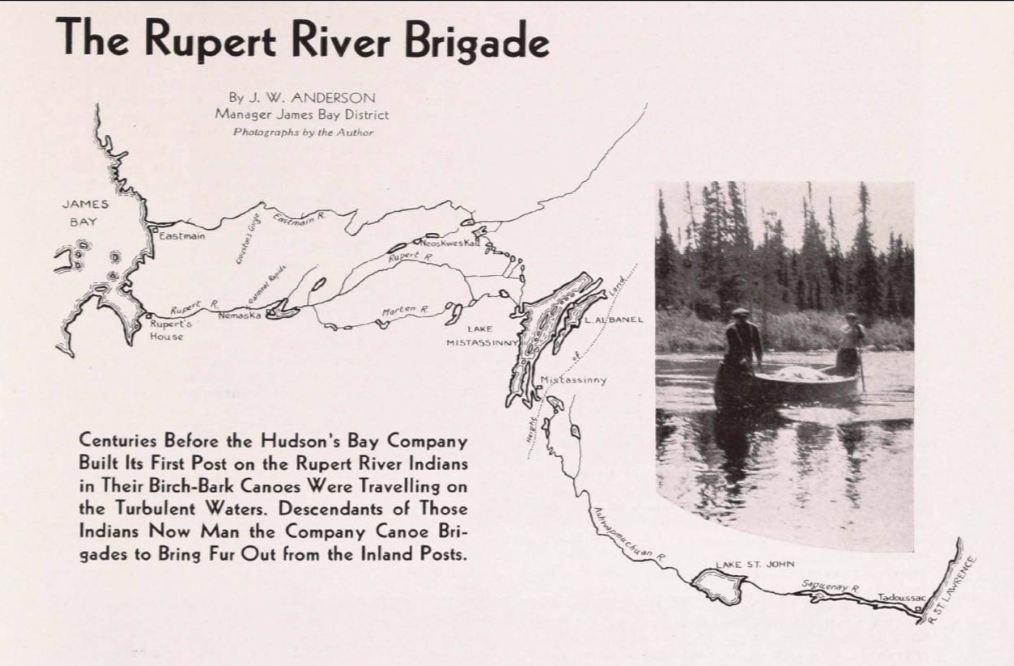
Réseau de la rivière Rupert.

Les premières brigades de canots circulent sur la rivière Rupert dès 1812. S’étendant sur plus de 575 km et comptant environ 75 portages, cette voie navigable relie les postes de traite de Fort Rupert (Waskaganish) et Baie-du-Poste (lac Mistassini). Le réseau de la rivière Rupert permet aussi de rallier les postes traite de Waswanipi, Nichicun, Nemiscau et Neoskweskau.
Ces expéditions sont très importantes au sein des communautés Cris sédentarisées autour des postes de traite de l’intérieur des terres. Chaque convoi de retour est chargé d’outils de fer, de vêtements et de denrées qui contribuent à la subsistance des trappeurs. Au début du XXe siècle, les Cris sont de plus en plus dépendants du système économique imposé par la CBH. Ils sont aussi de plus en plus vulnérables face à la diminution des ressources animales et sporadiquement menacés par la famine. Dans ce contexte, les contrats de voyageurs représentent à l'époque, une rare opportunité de gagner un salaire, et donc la possibilité de se procurer plus de denrées pour les mois d’hiver.

#### Déroulement des expéditions
Les préparatifs des expéditions débutent dès le printemps. À Rupert House, le forgeron et le tonnelier s’emploient à fabriquer les outils et les tonneaux qui seront acheminés vers les postes de l’intérieur des terres. Dès juin, les familles de trappeurs qui ont passés l’hiver sur leur territoire de chasse, reviennent dans les divers postes de traite afin d’y échanger les fourrures accumulées depuis des mois. Le gérant du poste se charge d’engager un chef de brigade, qui supervise les préparatifs de départ vers la baie James.
Chaque brigade est habituellement composée de quatre ou de cinq canots, d’environ 10 mètres de long. Jusqu’à la fin du XIXe siècle, ceux-ci sont fabriqués avec de l'écorce, avant d’être remplacée par la toile. Chaque canot peut contenir plus de 2000 kilos de marchandises, et est manœuvré par un équipage de quatre à six personnes.
Une fois à Rupert House, les ballots de fourrures sont remis au chef du poste et sont expédiés par bateau en Angleterre. Les voyageurs de la brigade demeurent quelques jours à Rupert House et des fêtes sont organisées. Au bout de quelques jours, les canots sont ensuite chargés de marchandises pour les postes de l’intérieur des terres, et les voyageurs reprennent le chemin inverse. L’aller-retour dure généralement plus de 2 mois et occupe une partie importante de la saison estivale.
Les voyageurs pagaient du lever au coucher du soleil, parfois à contre-courant, manœuvrent dans les rapides et devant parfois tirer les canots à l’aide de corde lorsque le niveau de l’eau est bas. Le travail est périlleux, difficile et les noyades sont fréquentes. Chaque voyage implique plusieurs dizaines de portages, qui sont très exigeants. À chaque portage, les voyageurs transportent à dos d’hommes, des ballots de marchandises et de fourrures pesant près de 90 kilo (200 lbs). Il arrive que ce transport incessant, se fasse sur plus d’un kilomètre, sur des sentiers mal tapées, boueux, et en subissant l’assaut de nuées de mouches. Les nombreuses difficultés de ces expéditions rendent souvent difficile le recrutement de voyageurs. De plus, celles-ci forcent les membres à mettre une croix sur une partie de la saison de pêche, période essentielle pour la subsistance des trappeurs pendant l’hiver.

#### Fin de la Brigade de la rivière Rupert
Dès le début du XXe siècle, la Compagnie de la Baie d’Hudson, tentant de diminuer les coûts de ses opérations, entreprend de ravitailler ses postes de traite plus au sud, sans passer par Rupert House. C’est ainsi que peu à peu, le poste de Waswanipi est ravitaillé via la station de Nottaway. De même, les débuts de la prospection minière dans la région du lac Chibougamau pousse l’ouverture d’un chemin d’hiver entre le Lac-Saint-Jean et le lac Mistassini en 1910. Cette nouvelle voie d’accès incite l’entreprise britannique à y acheminer les marchandises avec des attelages de chiens ou de chevaux. Des dépôts de provisions sont installés au lac Obatogamau et au lac Chibougamau. Ceux-ci sont ravitaillés au cours de l’hiver par des Innus de la Pointe-Bleue. Les denrées sont ensuite acheminées au poste du lac Mistassini.
Finalement en 1914, l’achèvement de la ligne de chemin de fer reliant Québec à Senneterre via la Haute-Mauricie marque le déclin du réseau de transport de la rivière Rupert. Il est alors plus rapide et moins coûteux d'y faire transiter les marchandises du lac Mistassini, principale destination de la brigade. De même, la compagnie abandonne presque totalement la route d'hiver Lac Saint-Jean au profit de la route canotable d'Oskélanéo.
La brigade de la rivière Rupert cesse ses opérations en 1925, plongeant un peu plus les Cris dans leur dépendance à la trappe.

Carte de la route canotable entre Oskélanéo et le lac Chibougamau, 1929.

### Brigade d’Oskélanéo
Le développement du tronçon de la voie ferrée reliant Senneterre et La Tuque marque l’ouverture de la station d’Oskélanéo, dans le nord de la Mauricie. La Compagnie de la Baie d’Hudson choisit d’y ouvrir un poste de traite en 1913. Il est désormais plus facile et moins coûteux de faire transiter les fourrures et marchandises en provenance du lac Mistassini vers ce poste. Les marchandises sont ensuite acheminées vers les centres urbains en train. Ce changement mène à la formation de la brigade de canots d’Oskélanéo, composée principalement de Cris des postes des lacs Chibougamau et Mistassini, mais aussi d'Attikamekws. Ceux-ci transportent les ballots de fourrures sur un parcours de plus de 320 km, transitant par les lacs Obatogamau, la communauté Attikamekw d’Obedjiwan et par le réservoir Gouin. Cette brigade de canots maintient ses liaisons jusqu’en 1949.

#### Rôle dans le développement minier du lac Chibougamau
En 1903, le commerçant de fourrure et prospecteur Peter McKenzie découvre du cuivre dans la région du lac Chibougamau. Au cours des décennies suivantes, des centaines de prospecteurs affluent dans le secteur et l'exploration minière s'intensifie. Si au début, matériel et vivres y transitent depuis le lac Saint-Jean par le chemin d'hiver ouvert en 1910, l'arrivée du chemin de fer en Haute-Mauricie change la donne. Dès 1911, la route du lac Saint-Jean route est délaissée, au profit de la nouvelle route des fourrures établie entre le lac Mistassini et la station ferroviaire d'Oskélanéo. La brigade continue ses opérations au sein du réseau de la Compagnie de la Baie d'Hudson, mais ses équipages assurent aussi le transport de fret et de prospecteurs vers le nord. La contribution de cette brigade dans le transport de matériel et de personnes vers la région du lac Chibougamau prend fin avec l'ouverture de la route gravelée entre Chibougamau et Saint-Félicien, en 1949.

## Voyageurs connus
- Bally Husky, cris, membre de la brigade d'Oskélanéo[1]
- Matthew Wapachee, cris, membre de la brigade d'Oskélanéo[1]
- John Iserhoff, cris, chef de la brigade de Waswanipi[9]
- Solomon Voyageur, cris, chef de la brigade de Mistassini[10]